# Ray Wilkinson
Ray Wilkinson (19. oder 20. Jahrhundert) war ein US-amerikanischer Filmtechnikpionier und Ingenieur, der auf der Oscarverleihung 1942 mit einem Oscar für technische Verdienste ausgezeichnet wurde.

## Leben
Wilkinson, der für die Paramount-Pictures-Studio Laboratory, Abteilung Pionierarbeit, tätig war, wurde 1942 mit einem Technical Achievement Award ausgezeichnet „für seine bahnbrechenden Leistungen zur Nutzung und die erste praktische Anwendung eines Verfahrens zur Herstellung von Vorführkopien auf feinkörnigem Positivmaterial“ („for pioneering in the use of and for the first practical application to release printing of fine grain positive stock“). Die Auszeichnung erfolgte sowohl für Wilkinson als auch für das Studio.

## Auszeichnung
Oscar für technische Verdienste Zertifikat der Klasse III – Lobende Erwähnung (Honorable Mention)
- Oscarverleihung 1942: Technical Achievement Award zusammen mit Paramount Studio Laboratory for pioneering